# Ein el-Jarba

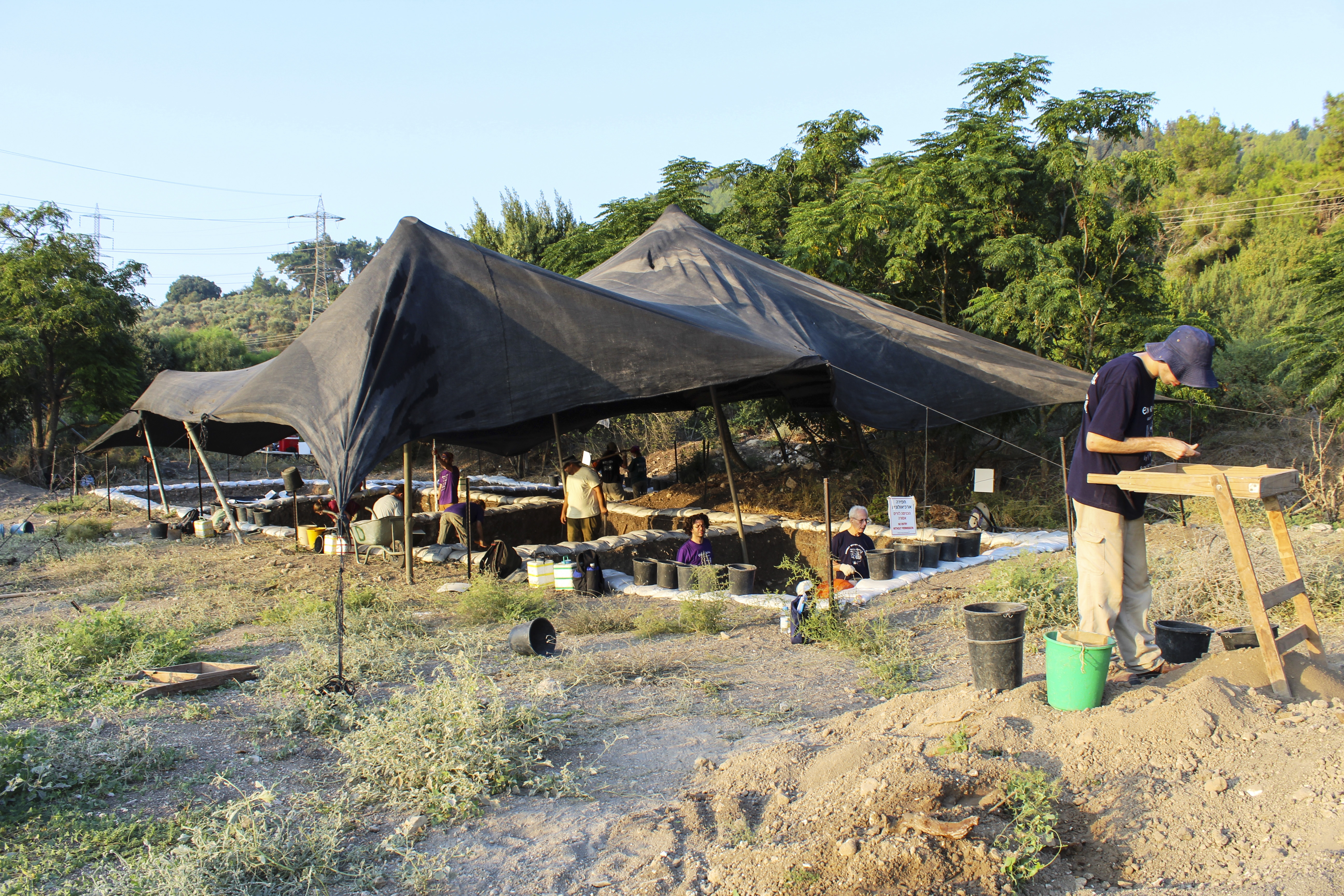
Ein el-Jarba excavations 2013

Ein el-Jarba es un asentamiento del Calcolítico Temprano atribuido a la cultura Wadi Rabah, que data del milenio VI AC, situado aprox. 20 kilómetros al sureste de Haifa, Israel, en el Valle de Jezreel. Excavaciones en el sitio han sido renovadas en nombre de la Universidad Hebrea de Jerusalén, Israel.

## Geografía
El sitio se encuentra a pies de la Llanura de Menashe, en el Valle de Jezreel, el cual ha sido- y es hasta la actualidad- una de las conexiones principales entre la costa Mediterránea y el valle de Jordania. Hoy en día, Ein el-Jarba está en las proximidades del Kibbutz Ha Zore’a.

## Historia de la excavación
Ha habido muchas excavaciones en el sitio. Después del descubrimiento de restos arqueológicos por un trabajo mecánica, una temporada de excavaciones fue conducida por J. Kaplan en 1966. Esto fue continuado por más restos descubiertos en 1979 aprox. 75 metros oeste del área excavada por Kaplan; una excavación de salvamento fue conducida en 1980 por E. Meyerhof, registrando restros arquitectónicos sustanciales. Otros sitios fueron descubiertos a los alrededores, incluyendo a Tell Qiri (Baruch 1987), HaZorea (Anati 1971; Anati et.al. 1973; Meyerhof 1988), Tell Zeriq (Oshri 2000), Abu Zureiq (Garfinkel & Matskevich 2002) y  Mishmar HaEmek estrato V (Getzov & Barzilai 2011). También hubo un estudio de colección de la superficie conducido por E. Anati (1973: 23-40).
Una amplia área de aprox. 65 m² en la excavación de Kaplan en 1966 produjo cuatro fases distintas de ocupación Calcolítica con tanto restos arquitectónicos como entierros (Arensburg 1970). La acumulación estratigráfica entre el suelo virgen y la capa superficial del suelo es solamente aprox. 1m (Kaplan 1969: 4)

## Excavación
El trabajo arqueológico en Ein el-Jarba ha sido renovado en 2013 en nombre del Instituto de Arqueología de la Universidad Hebrea de Jerusalén, Israel, dirigido por Katharina Streit, in cooperación con el Jezreel Valley Regional Project. Esta excavación descubrió un asentamiento que ocupa dos periodos con restos que datan de la Edad de Bronce Temprana (4.º milenio calAC) y el Calcolítico Temprano (6.º milenio calAC). Los restos de la Edad de Bronce Temprana consisten de muchos sustratos de casas ovales, así como superficies de vida, fosos y un silo revestido de piedras. La fase Calcolítica Temprana consiste en varios pisos y material de adobe decaído, así como una superficie enyesada con una instalación circular. El conjunto cerámico de la fase Calcolítica Temprana está dominado por cerámica clásica del estilo Wadi Rabah.